# Raymond Cattell
Raymond Bernard Cattell (født 20. marts 1905, døde 2. februar 1998), var en britisk/amerikansk psykolog, der er kendt for at have udforsket en lang række psykologiske områder, og at have udviklet metoder til at måle disse områder. Cattell havde et aktivt liv, han skrev over 50 bøger og 500 artikler og udviklede over 30 standardiserede tests.